# Jan Kristofori
Jan Kristofori (* 17. července 1931 Mukačevo v Podkarpatské Rusi (tehdejší nejvýchodnější část Československa) – 23. března 2004 Praha) byl malíř, galerista a grafik.

## Život a dílo
J. Kristofori se narodil v Mukačevě, nejvýchodnější části Československa, kde pohromadě žili nejen Maďaři a Češi, ale i Židé a Rusíni. Jeho otec pracoval na panství hraběte Thuna jako strojník ve mlýně, zde celá rodina i žila. Přesun do Čech roku 1938 se neshledal s úspěchem a Kristoforiovi se usadili v Maďarském Miskolci. Mezi léty 1941 až 1944 absolvoval Jan gymnázium a následně se stal studentem Uměleckoprůmyslové školy.
Roku 1945 se Kristoforiovi připojili k repatriantům z Rumunska a Řecka a společně s nimi odcestovali do Čech. Zde se usadili v Přísečnici nedaleko Kadaně na malém statku. Rodina Kristoforiova nebyla jedinými cizinci, jež se v Přísečnici usadila. Jan se na české škole počal učit češtině a tehdy začal pracovat, jako výtvarník, pro reklamní agenturu AMA ve Vejprtech. Jeho otec chtěl, aby po něm převzal statek v Přísečnici a po ukončení školní docházky, v roce 1948, jej přemlouval, aby pokračoval ve studiu a to na střední zemědělské škole v Kadani. Jan se ovšem přihlásil do školy v Klášterci nad Ohří. Na teoretickou výuku dojížděl do Kadaně a v Klášterci trávil čas na internátě. Komunistický režim donutil Kristoforiovy opustit statek a přestěhovat se do Kadaně-Prunéřova. Zde počal Janův otec pracovat v uhelné šachtě.

### Sedm let ve vězení a umělecká tvorba
Jan byl vyloučen ze školy i z internátu. Nedostalo se mu žádného zaměstnání, a proto se odstěhoval do Semil. V Semilech začal spolupracovat s ochotnickým divadlem. K Výročí Tomáše G. Masaryka, prvního čsl. prezidenta, připravil s několika příteli letáky s provokativními úvahami o komunismu, kterými oblepili celé město.
Roku 1952 byl Kristofori odsouzen k desetiletému vězení (nakonec jen sedm let). Během sedmiletého vězení a práce v komunistických lágrech (mimo jiné např. i v Jáchymově) se Jan věnoval kreslení. Tyto kresby byly v roce 1993 vydány pod názvem „Motáky“.
Společně se svou manželkou se přestěhoval do Prahy, kde se umění začal věnovat velmi intenzivně (ilustroval noviny a časopisy). Roku 1966 připravoval výstavu „Moderní jazz v plastice“, jež se ve finále neuskutečnila. S pražským divadlem Ypsilon vycestoval do Londýna, Paříže, Kolína nad Rýnem aj. Nechyběl ani na světové výstavě EXPO 67 v Montrealu, na níž se sám podílel tvorbou československé expozice.

### Život v exilu
Přesto, že se roku 1968 během okupace podílel na tvorbě tiskovin, zvolil si po předchozích zkušenostech exil. Na podzim téhož roku se se svou rodinou přesunul přes Berlín do Norska. Před svým odjezdem se ještě stihl rozloučit se svými rodiči, za nimiž přijel do Kadaně. „V Norsku začal pracovat na rozsáhlém cyklu „Lidská práva“ (1970 až 1975), který po galeriích putoval v celé svobodné Evropě. V Itálii za něj obdržel prestižní Cenu Marka Aurelia.“ V roce 1979 ilustroval knihu Vladimíra Škutiny Rusové opravdu přicházejí.
Ve Švýcarsku se v roce 1986 se po dlouhé době setkal se svými rodiči. (Zde bydlel v měšťanském domě) Společně s dalšími umělci, např. Jiřím Kolářem, se stal nejvýznamnějším exilovým výtvarníkem.

### Návrat do Prahy
Po sametové revoluci, v listopadu 1989, se vrátil do Prahy a pomáhal studentům a svým přátelům, mezi něž patřil i Václav Havel. Na Žižkově otevřel ateliér Vox humana, důležité centrum svobodné kultury. Často v Kadani navštěvoval svou sestru Etelu. Ilustroval více než 150 knih, například knihy Karla Čapka. Jeho díla můžeme najít v galeriích po celém světě, v Neapoli, Římě a jiných významných metropolích.
Jan Kristofori zemřel 24. března 2004 v Praze.